# Шеньшаков, Василий Макарович
Василий Макарович Шеньшаков (30 апреля 1904 — 23 июля 1977) — командир отделения 130-го отдельного инженерно-сапёрного батальона (61-я инженерно-саперная бригада, 5-я ударная армия, 1-й Белорусский фронт), старший сержант. Герой Советского Союза.

## Биография
Родился 30 апреля 1904 года в посёлке Началово ныне Приволжского района Астраханской области.
В действующей армии с июля 1942 года. Отличился в завершающий период Великой Отечественной войны.
Звание Героя Советского Союза с вручением ордена Ленина и медали «Золотая Звезда» Василию Макаровичу Шеньшакову присвоено 27 февраля 1945 года.
Демобилизовался в 1945 году. Жил и работал в Астрахани. Умер 23 июля 1977 года.